# Roberto Ray
Roberto Ray (Roberto Raimondo; * 21. Dezember 1912 in Buenos Aires; † 23. September 1960) war ein argentinischer Tangosänger.

## Leben
Ray wurde bekannt als Sänger des Orchesters von Osvaldo Fresedo. Er schloss sich diesem 1931 an und nahm bis 1933 beim Label Brunswick, danach bis 1939 beim Label Victor zahlreiche Titel auf, darunter Klassiker des Tangos wie Sollozos, Aromas, Vida mía, Niebla del Riachuelo, Como aquella princesa und Recuerdos de bohemia. 1939 trennte er sich von Fresedo und gründete mit José María Rizzutti eine eigene Formation, der u. a. der Geiger Adolfo Muzzi und der Bandoneonist Félix Verdi angehörten. Mit dieser Formation trat er in Nachtclubs und Tanzsälen auf. Nach der Trennung von der Gruppe arbeitete er als Solist. 1948 kehrte er zu Fresedo zurück.